# Tillig
Tillig (o meglio, TILLIG Modellbahnen GmbH & Co. KG) è un fabbricante tedesco di modelli ferroviari in scala sito in Sebnitz, Sassonia. 

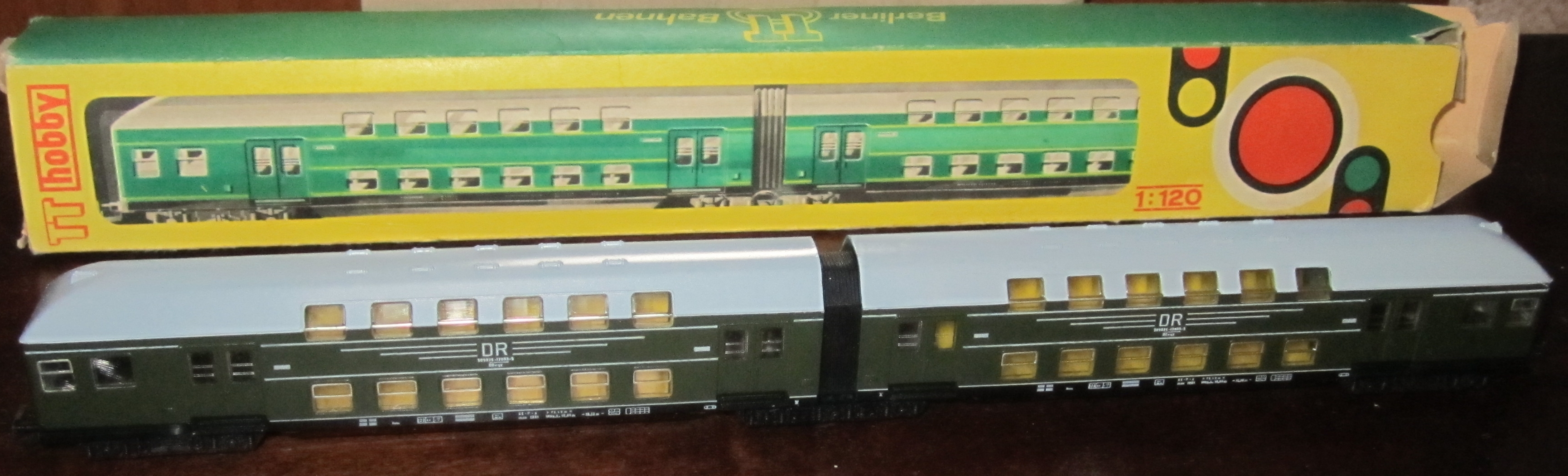
DMU doppia a due piani delle DR in scala TT della Berliner TT Bahnen

Tillig è un'azienda specialmente indirizzata al modellismo ferroviario in scala TT ed è considerata la maggiore a livello mondiale in tale scala. Inizialmente, nel 1949, aveva preso il nome Zeuke dal suo fondatore Werner Zeuke a cui si era associato Helmut Wegwerth e, successivamente, quello di VEB Berliner TT-Bahnen in seguito alla nazionalizzazione (nel 1972).
Nel 1993, la fabbrica finì in bancarotta e fu acquistata da Hans-Jürgen Tillig (che dal 1991 era stato direttore dell'azienda). Jürgen Tillig aveva già fondato una società denominata "Mattra" per la produzione di locomotive e carri modello. Nello stesso anno 1993 avvenne la fusione sotto il nuovo nome di Berliner TT Bahnen Pilz GmbH & Co. KG, delle ex aziende Pilz e Mattra di Sebnitz divenendo infine, per fusione completa, "TILLIG Modellbahnen GmbH & Co. KG". Tutte le attività vennero concentrate nella sede di Sebnitz.
Tillig non produce soltanto modelli in TT: la sua offerta prevede anche modelli in scala H0 e H0e e binari in scala TT, H0, H0m e H0e. 
Il marchio Tillig distribuisce anche circuiti tranviari in scala H0, H0m e H0e e prodotti di altri operatori del settore tra cui Luna H0 e H0m (tram), Sachsenmodelle e alcuni modelli della ceca CS Train.
Tra i prodotti sono presenti anche binari a doppio scartamento.